# Mozart, l'opéra rock
Mozart, l'opéra rock é uma ópera rock francesa sobre o compositor Wolfgang Amadeus Mozart, dirigida por Olivier Dahan e produzida por Dove Attia e Albert Cohen. O show utiliza tanto traços do pop-rock quanto músicas compostas por Wolfgang Amadeus Mozart. 
O músical estreou em 22 de setembro de 2009 no Palais des Sports de Paris, onde continuou até 03 de janeiro de 2010. De 04 de fevereiro de 2010 até 3 de julho de 2010 ocorreu uma turnê entre França, Bélgica e Suíça. O grupo retornou a Paris entre 09 de novembro de 2010 e em 09 de janeiro de 2011. Uma segunda turnê ocorreu entre 4 de fevereiro de 2011 e continou até 10 de julho de 2011 no Palais Omnisports de Paris-Bercy.

## Espetáculo
Cinqüenta artistas no palco: cantores, atores e bailarinos,também músicos clássicos e músicos pop. Mais do que um espetáculo musical, é um filme tocado ao vivo, num palco, com ênfase no ritmo, emoção e humor.

## Ficha Técnica
- Título: Mozart, l'opéra rock
- Director: Olivier Dahan
- Coreografia: Dan Stewart
- Música: Jean-Pierre Pilot, Olivier Schultheis, William Rousseau, Rodrigo Janois Castello Francis …
- Produção: Dove Attia e Albert Cohen
- Estreia: 22 de Setembro de 2009, Palais des Sports, em Paris
- Realização das músicas: Jean-Pierre Pilot, Olivier Schultheis, William Rousseau
- Direção Musical: Jean-Pierre Pilot, Olivier Schultheis

## Elenco

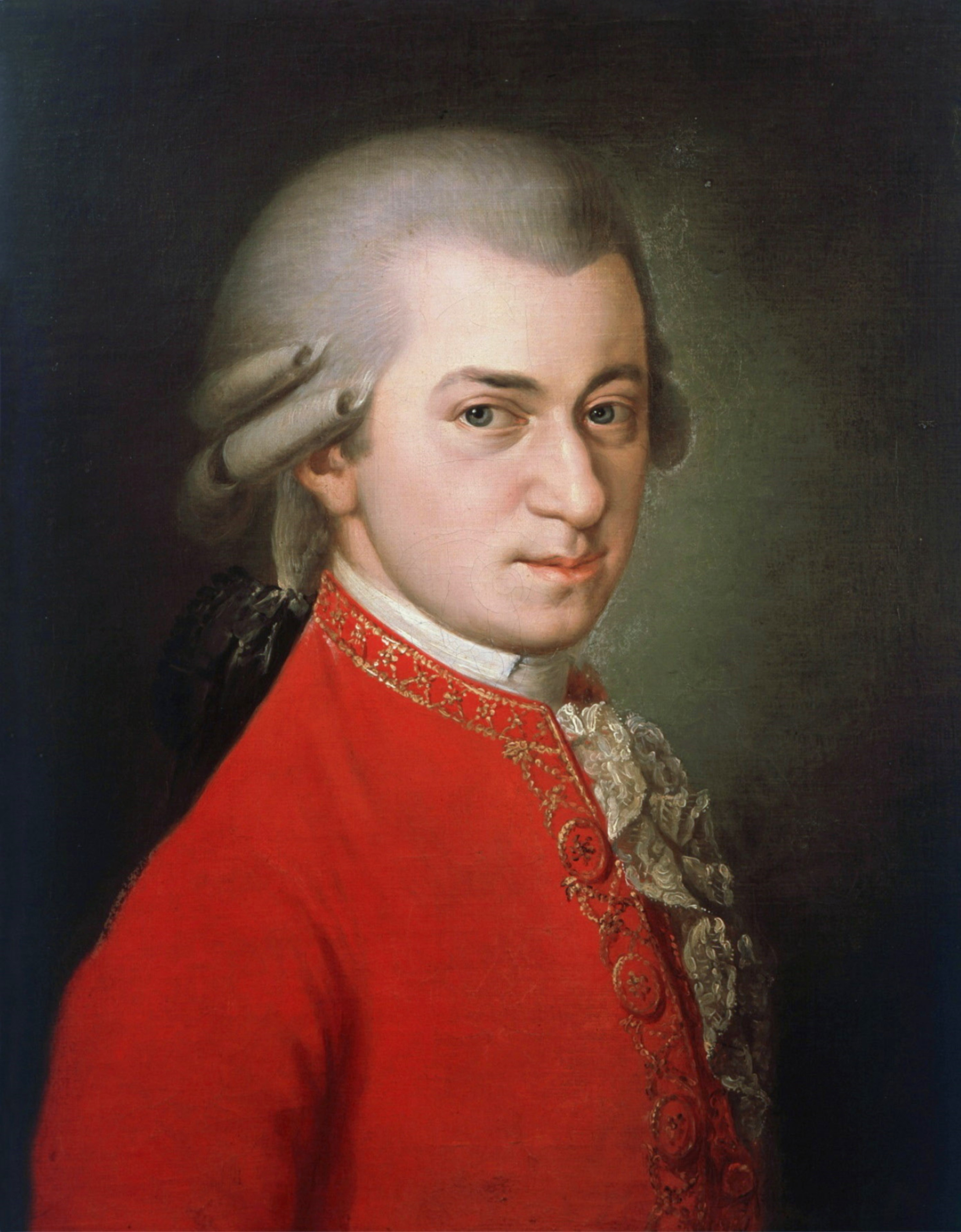
W. A. Mozart, cuja vida inspirou a "Mozart, l'opéra rock".

- Mikelangelo Loconte (Wolfgang Amadeus Mozart)
- Claire Perot (Constanze Weber)
- Florent Mothe (Antonio Salieri)
- Melissa Mars (Aloysia Weber)
- Laurent Solal (Leopold Mozart)
- Maeva Méline (Nannerl Mozart)

## Banda
Do musical, surgiu a banda homônima, que conta com os mesmos artistas. O álbum de mesmo nome foi lançado em abril de 2009, e já obteve disco de ouro, com sucessos como "Tatoue moi", "Vivre á en crever" e "L'Assasymphonie".

## Faixas
1. L'Assasymphonie - 3:49
2. Tatoue-moi - 3:21
3. Six Pieds Sous Terre - 2:49
4. Je Dors Sur Des Roses - 3:59
5. Le Bien Qui Fait Mal - 2:53
6. Vivre à en crever - 3:57
7. Les Solos Sous Les Draps - 3:42
8. Comédie Tragédie - 1:49
9. Place Je Passe - 2:48
10. Bim Bam Boum - 2:50
11. Victime De Ma Victoire - 2:41
12. L'Opérap - 2:26
13. Si je défaille - 3:12
14. J'accuse Mon Père - 3:08
15. Ah! Vous Dirais-je Maman - 1:57
16. Le Trublion - 3:20
17. Dors mon ange - 2:31
18. Penser l'impossible - 3:31
19. Quand le rideau tombe - 3:50
20. La chanson de l'aubergiste - 1:57
21. Debout les fous - 4:46